# Myriam Stefford
Rosa Martha Rossi Hoffmann  (Berna, Suiza, 1905-Marayes, San Juan, 26 de agosto de 1931) fue una actriz suiza nacionalizada argentina. Utilizó el seudónimo Myriam Stefford.

## Trayectoria
Era hija de un helveto-italiano y una helveto-alemana, y había nacido en Berna. Su padre trabajaba en una fábrica de chocolates y su madre era ama de casa. A sus quince años de    edad se había escapado a Viena y Budapest, y a principios de los años veinte empezó su carrera de actriz.
Se dedicaba a la actuación en el teatro en Viena (Austria), siendo además actriz en varias películas para el cine alemán bajo el sello de UFA, utilizando el seudónimo Myriam Stefford.
En 1928, a los 23 años conoció en Venecia al escritor y millonario argentino Raúl Barón Biza con quien se casó en la basílica de San Marcos, el 28 de agosto de 1930. Así ella abandonó su carrera de actriz para radicarse en Argentina. En su currículum había sólo tres películas que la contaban en el reparto: La duquesa de Chicago,  Póker de Ases y una primera versión de Moulin Rouge.
Raúl Barón Biza tenía un espíritu aventurero, el cual su esposa compartía plenamente. Primero unieron Buenos Aires con Río de Janeiro y luego un raid por 14 capitales argentinas. Salieron de Buenos Aires en el avión Chingolo I y tras dos aterrizajes de emergencia en Santiago del Estero y Jujuy, ella siguió junto con otro copiloto, Luis Fuchs, a San Juan con otro biplaza, el Chingolo II. En la localidad de Marayes tuvieron un nuevo accidente, pero esta vez a Myriam le costaría la vida.

Existen diversas hipótesis sobre el accidente. La historiadora Karina Villafañe Bática precisó que la ropa con la que fueron fotografiados no se corresponde con la indumentaria de vuelo clásica. La acusación sugiere que el accidente pudo haber sido intencional, señalando al esposo Raúl Barón Biza. Se tiene en cuenta que él arrojó ácido sulfúrico a su segunda esposa, Rosa Clotilde Sabattini, durante una negociación de separación con un abogado

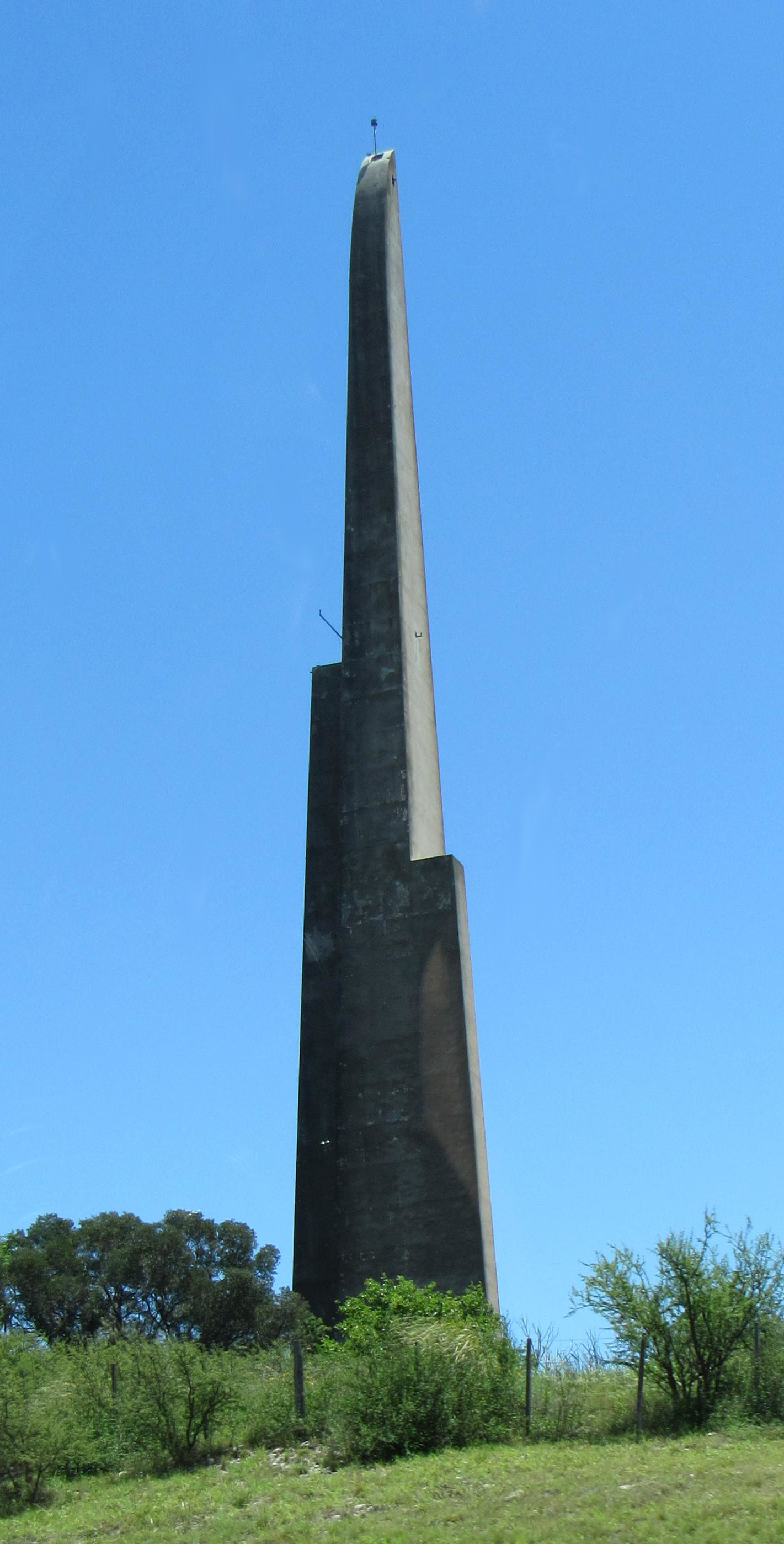
Mausoleo desde la Ruta Provincial 5

Raúl Barón Biza le encargó al ingeniero Fausto Newton la construcción de un gigantesco mausoleo. Cerca de cien obreros polacos trabajaron en el mismo y en el año 1935 lo inauguró colocando el féretro de su amada en la cripta de ese monumento. El mismo es de hormigón armado, granito y mármol, y aún hoy se alza al costado de la ruta provincial 5 (-31.566621810891334, -64.33288619999993 o 31°33'59.9"S 64°19'58.4"W), en el Paraje Los Cerrillos, entre las localidades de Alta Gracia y Córdoba, con una altura de 82 m y 15 m de cimentación.
A seis metros de profundidad está la tumba donde quedaron los restos de la aviadora, y se dice que allí también están sepultadas todas las joyas de Myriam, hasta el famoso diamante Cruz del Sur de 45 quilates. En la lápida se lee el epitafio Viajero, rinde homenaje con tu silencio a la mujer que, en su audacia, quiso llegar hasta las águilas. En la cúspide de la torre hay cuatro ventanas a las que se accede por una escalera y una escotilla en la parte superior; hay que agregar que en la parte central de la torre, cuenta con un balcón que servía a modo de descanso para quienes intentaban llegar hasta la parte más alta del monumento. Es el mausoleo más grande que existe en la Argentina.